# Damla Sönmez
Damla Sönmez (İstanbul, 3 de maio de 1987), é uma atriz de cine, teatro e televisão turca.
Ela recebeu o prêmio de melhor atriz no Festival internacional de cinema de Milão em 2015 por seu papel "Damla" no filme "Deniz Seviyesi" (Nível do mar).
Em 2009, aos 22 anos, Sönmez foi premiada como melhor atriz coadjuvante no Festival internacional de cinema de Antália por seu papel em "Bornova Bornova".